# دوشیزه درمانده

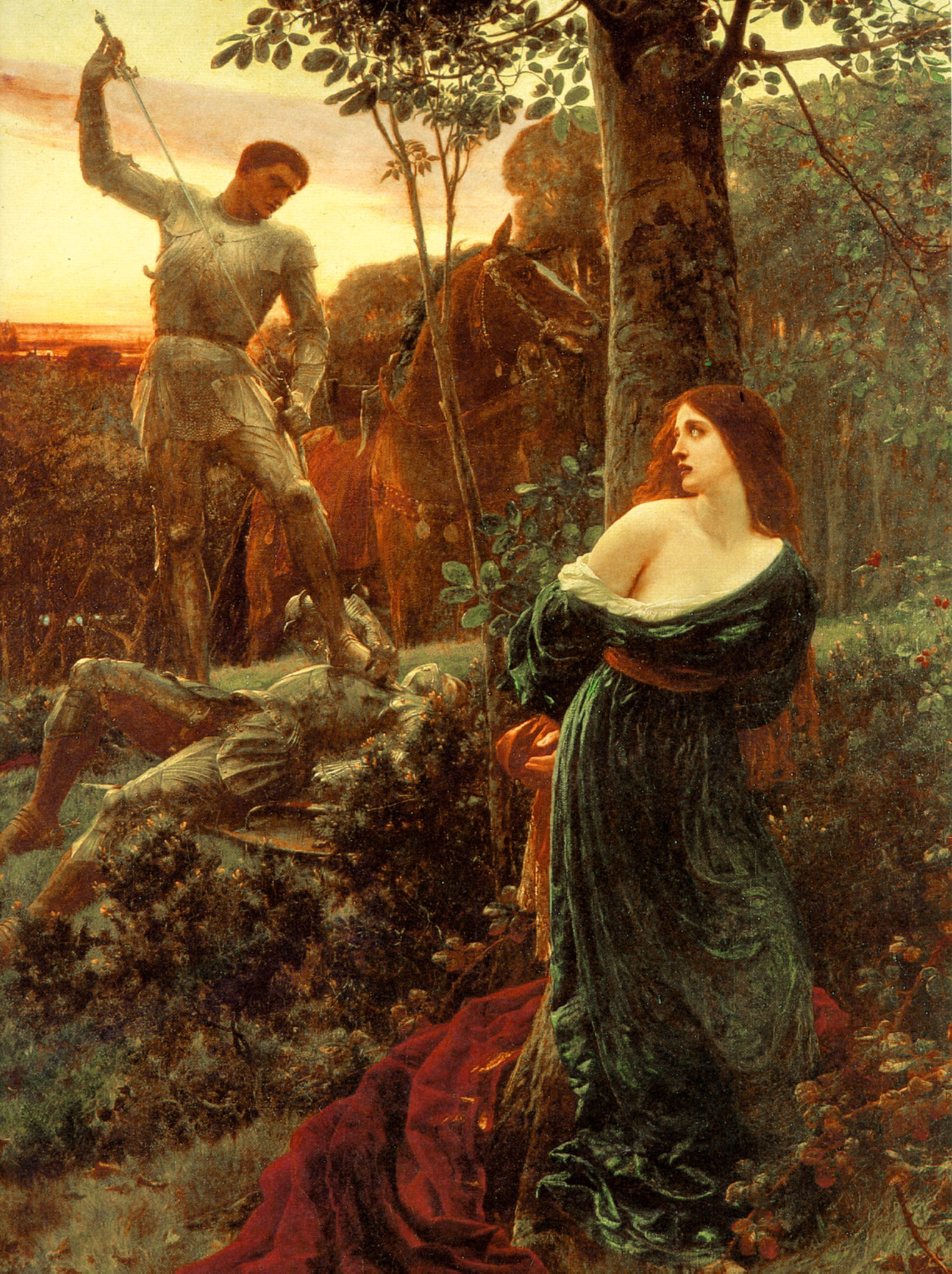
تابلوی جوانمردی اثر فرانک برنارد دیکسی در سال ۱۸۸۵

دوشیزهٔ درمانده (به انگلیسی: Damsel in distress) یک شخصیت قراردادی در داستان‌سرایی دورزننده (یا استعاره) است که در آن یک یا چند مرد باید زنی را که ربوده شده یا در معرض خطر عمومی قرار گرفته، نجات بدهند. خویشاوندی، عشق یا شهوت، به قهرمان مرد انگیزه یا اجبار برای شروع روایت را می‌دهد. شخصیت زن ممکن است خودش فرد لایقی باشد، اما همچنان در این نوع موقعیت قرار می‌گیرد. درماندگی این زنان تخیلی، به گفته برخی منتقدان، با دیدگاه‌های خارج از داستان مرتبط است که زنان به‌عنوان یک گروه باید مورد توجه مردان قرار بگیرند. تکامل استعاره در طول تاریخ چنین توصیف شده‌است: «آنچه در طول دهه‌ها تغییر می‌کند دوشیزه نیست (زن همیشه قربانی ضعیفی است که به ناجی مرد نیاز دارد) بلکه مهاجم است. چهرهٔ مهاجم در رسانه‌های عمومی فراوانند: هیولا، دانشمندان دیوانه، نازی‌ها، هیپی‌ها، موتورسواران یاغی، بیگانگان و… هر گروه که به بهترین وجه ترس عمومی را در یک فرهنگ فرابخوانند نقش را ایفا می‌کنند.» این استعاره لزوماً شامل «گرفتن» زن به عنوان جایزه توسط قهرمان مرد نیست، بلکه ممکن است با دیگر استعاره‌ها ترکیب شود که در آن شخصیت زن در پایان داستان به پاداش شخصیت مرد تبدیل می‌شود.

## ریشه‌شناسی
واژهٔ «Damsel» (دوشیزه، دخترک) از واژه فرانسوی «demoiselle» به معنای «بانوی جوان» گرفته شده‌است و اصطلاح «دوشیزهٔ درمانده» به نوبه خود ترجمه‌ای از واژه فرانسوی «demoiselle en détresse» است. این یک اصطلاح قدیمی است که در انگلیسی مدرن به جز برای نشان داد پی‌آمد یا در عباراتی همانند آن، استفاده نمی‌شود. می‌توان آن را به آوازها و قصه‌های قرون وسطی از شوالیهٔ سرگردان ردیابی کرد، که حفاظت از زنان را به عنوان بخشی اساسی از آیین شوالیه‌گری می‌دانست و شامل مفاهیم شرافت و نجیب‌زادگی است. به نظر می‌رسد که اصطلاح انگلیسی «Damsel in Distress» برای اولین بار در شعر ریچارد ایمز در سال ۱۶۹۲ با عنوان «شکایت سیلویا از ناراحتی جنسیتش» ظاهر شده‌است.

## تاریخ

### تاریخ باستان

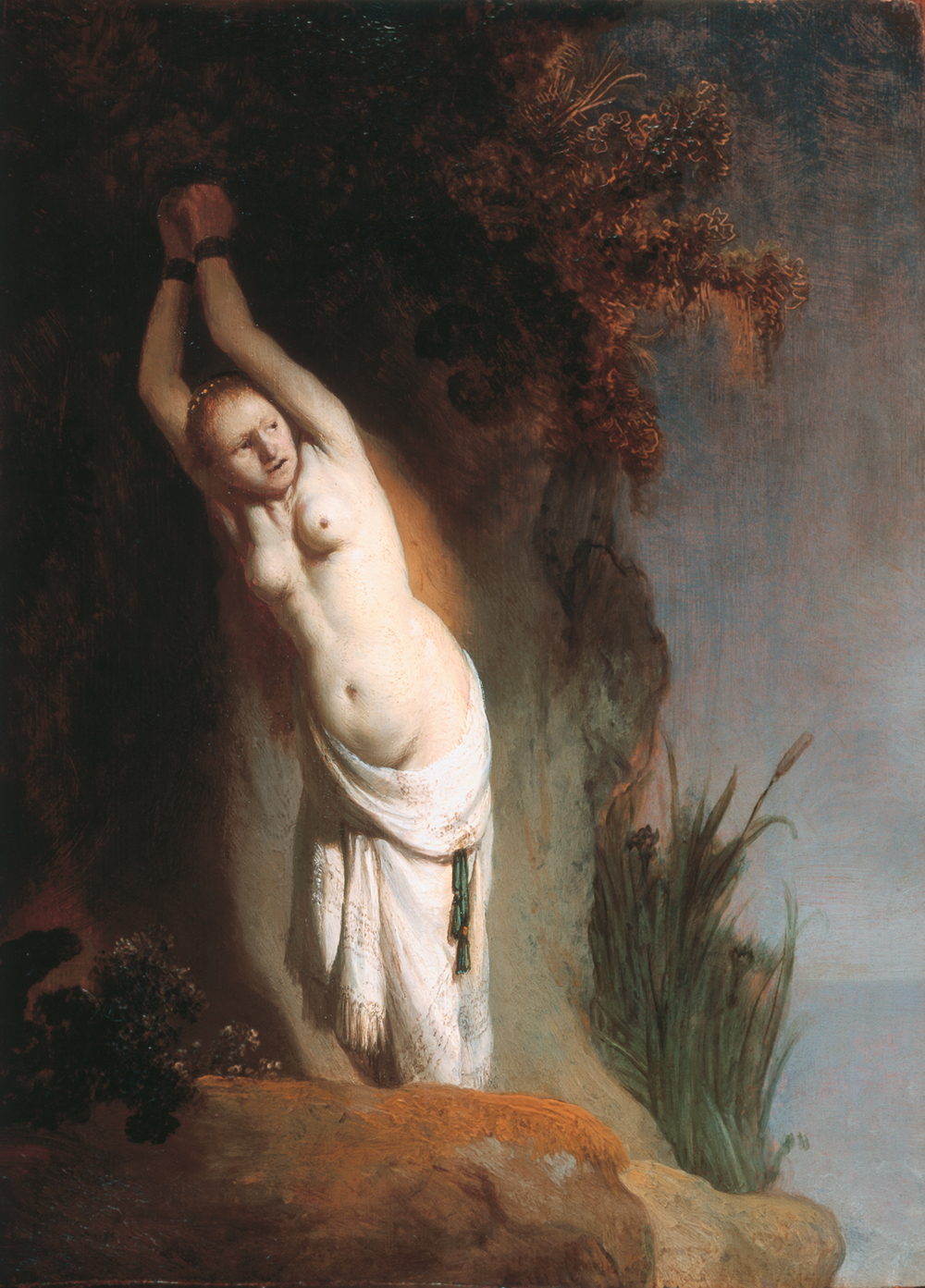
آندرومدای رامبرانت که به صخره زنجیر شده‌است - دوشیزهٔ درمانده در اواخر رنسانس از اساطیر یونان.

موضوع دختر پریشان یا همان دوشیزهٔ درمانده در داستان‌های یونانیان باستان به چشم می‌خورد. اساطیر یونان، در حالی که شامل گروه بزرگی از الهه‌های شایسته است، همچنین شامل دوشیزگان بی‌پناهی است که تهدید به قربانی می‌شوند. به عنوان مثال، کاسیوپیا مادر آندرومدا، پوزئیدون را که جانوری را برای ویرانی زمین فرستاده بود، رنجاند. والدین آندرومدا برای دلجویی از پوزئیدون، او را به صخره‌ای در دریا بستند. پرسئوسِ قهرمان جانور را کشت و آندرومدا را نجات داد. آندرومدا در وضعیت اسفبارش، زنجیر به سنگ و برهنه، موضوع مورد علاقهٔ نقاشان بعدی شد. موضوع پرنسس و اژدها نیز در اسطوره سنت جورج دنبال می‌شود.

## کتابشناسی
- ماریو پراز (۱۹۳۰) عذاب رمانتیک فصل ۳: «سایهٔ مارکیز الهی»[الف]
- رابرت کی کلپر، فیلم‌های صامت، ۱۸۷۷–۱۹۹۶، راهنمای انتقادی برای ۶۴۶ فیلم[ب] مک فارلند و شرکت، شابک ‎۰-۷۸۶۴-۲۱۶۴-۹